# 이북명
이북명(李北鳴, 1910년- ? )은 함흥 출생의 소설가이다. 본명은 순익(淳翼)이며 함흥 고보 졸업 후 흥남 비료 공장에서 근무했다. 1932년에 소설 <질소 비료 공장>을 <조선일보>에 발표하여 등단했다. 주요 작품으로 <암모니아 탱크> <기초 공사장(基礎工事場)>, <공장가(工場街)>, <지방어(地方語)> 등을 발표하였다. 그는 노동자 작가로 카프 의 한설야로부터 영향을 받아 계급 문학적 태도를 보였으며, 노동자 생활의 현실을 다루었다.